# Нова Шульба
Нова Шульба́ (каз. Жаңа Шүлбі) — село у складі Бородуліхинського району Абайської області Казахстану. Адміністративний центр Новошульбинського сільського округу.
Населення — 2589 осіб (2021; 3073 у 2009, 4130 у 1999, 4911 у 1989).
Національний склад станом на 1989 рік:
- росіяни — 60 %
- німці — 23 %